# Salpingotus heptneri
Salpingotus heptneri là một loài động vật có vú trong họ Dipodidae, bộ Gặm nhấm. Loài này được Vorontsov & Smirnov mô tả năm 1969.